# Missourisynoden
Missourisynoden (LCMS, Lutheran Church - Missouri Synod) är ett evangelisk-lutherskt kyrkosamfund i USA. Missourisynoden bildades av gammallutherska tyska invandrare under 1800-talet, och är idag med sina 1,7 miljoner medlemmar det näst största lutherska kyrkosamfundet i USA. Teologiskt har samfundet känneteckats av en konservativ syn på Bibeln och den lutherska bekännelsen. Dock har det under senare år förekommit inre splittringar mellan dem som önskar en striktare tolkning av den lutherska bekännelsen, och mera moderata eller reformvänliga grupper.
Mer konservativa lutherska grupperingar som t.ex. Wisconsinsynoden har kritiserat Missourisynoden framför allt för en slapp praxis i fråga om kyrkogemenskap, och för att inom sig tillåta grupper som avviker från den lutherska läran.
Concordia Lutheran Conference och Lutheran Churches of the Reformation är mindre, starkt konservativa lutherska samfund med rötter i LCMS.

## Utbildning
Samfundet bedriver två seminarier för prästutbildning, Concordia Seminary i Saint Louis, Missouri, och Concordia Theological Seminary i Fort Wayne, Indiana. Dessutom driver LCMS ett universitetssystem, Concordia University System, med college på ett flertal platser i USA.

## Ungdomsorganisation
Missourisynodens ungdomsorganisation heter Higher Things. Man ordnar vart tredje år större möten med runt 35 000 deltagare och mindre åren emellan. 2010 hålls detta större möte i New Orleans, där mötet planerats redan 2007, vilken dock fick ställas in som följd av Orkanen Katrinas följder.